# 青森県立森田養護学校
青森県立森田養護学校（あおもりけんりつ もりたようごがっこう）は、青森県つがる市森田町床舞鶴喰にある公立特別支援学校。知的障害者、肢体不自由者を教育対象とする。

## 校訓
- 健康
- 友情
- 努力

## 教育目標
児童生徒一人一人の教育的ニーズに応じた適切な教育を行い、将来の自立と社会参加を目指して、その基盤となる「生きる力」を育成する。

## 目指す児童生徒像
1. 丈夫で元気な子ども
2. みんなと仲よく協力する子ども
3. 自分から進んで取り組み、やり遂げる子ども

## スローガン
- 「太陽にむかってひまわりのように」

### 校章の意匠の意味
- 全体 - 夏の日差しに伸び立つひまわりのように　健康で明るい生活ができるげんきな子　ものごとをすすんでやれるたくましい子
- 花 - 花の一つ一つが集まって形づくられるひまわりのように　子ども、教師、父母が子どものしあわせのため手をつなぎあった教育の姿
- 黒点 - やがて結実がおとずれるひまわりのように　日々の教育実践がやがて成就できることを信じてつくす努力と情熱

## 沿革
- 1967年（昭和42年）
  - 4月1日 - 青森県立第二養護学校岩木分校開設事務室を県立鰺ヶ沢高校内に置く[1][注釈 1]。
  - 12月1日 - 西北五精神薄弱児童施設組合森田学園開園により森田分校開設する[1][2]。
- 1971年（昭和46年）4月1日 - 青森県立第三養護学校創立により同校森田分校となる[1][2]。
- 1973年（昭和48年）4月1日 - 青森県立弘前養護学校森田分校となる[1]。
- 1975年（昭和50年）4月1日 - 青森県立森田養護学校となる[1]。
- 1978年（昭和53年）2月24日 - 創立10周年記念式典挙行[1]。
- 1987年（昭和62年）11月30日 - 創立20周年記念式典挙行[1]。
- 1989年（平成元年）4月1日 - 高等部が設置される[1]。
- 1997年（平成9年）11月29日 - 創立30周年記念式典挙行[1]。
- 2007年（平成19年）11月1日 - 創立40周年記念式典挙行[1]。
- 2014年（平成26年）4月1日 - 知的障害と肢体不自由の複数の障害種別に対応する特別支援学校となる[1]。

## 周囲
- 西北五広域福祉事務組合森田学園が本校と隣接している。

## 学部
- 小学部 - 学習を通して友達となかよく活動できる態度を身につけるとともに、日常の基本的な生活習慣の育成に努めている。
  - たていし愛児園・もりた保育園・つがる市立森田小学校・つがる市立向陽小学校との交流活動を行っている。
  - 校外学習
  - 宿泊学習
  - 修学旅行

- 中学部 - 将来の社会的自立に向け、個別の教育的ニーズに応じた学習を行っている。
  - つがる市立森田中学校・森田地区老人クラブと交流及び共同学習を行っている。
  - 校外学習
  - 社会見学
  - 宿泊学習
  - 修学旅行

- 高等部 - 卒業後に必要な力を身につけるために、個々に対応した学習を行っている。
  - 五所川原第一高等学校と交流学習を行っている。
  - 校外学習
  - 職場見学
  - 産業現場等における実習（前期、後期）
  - 修学旅行
  - テーブルマナー
  - 高等部作品展「働く大人をめざして」　場所：A-FACTORY
  - 高等部喫茶サービス班「喫茶それいゆ」　場所：本校、つがる市生涯学習交流センター「松の館」
  - 不定期での作品展、販売など　場所：花のある暮らしViola、弘前シードル工房ｋｉｍｏｒｉ、カフェ・ルーラル （Cafe Rural）

## 行事
- 運動会
- 森養祭
- ふれあい作品展　場所：イオンモールつがる柏
- 修学旅行

## 交通
- JR東日本
  - JR五能線、陸奥森田駅。タクシー10分(要事前予約)

- 弘南バス
  - 五所川原バスターミナル - 鰺ヶ沢線、上大館バス停留所。徒歩30分（2.0km）
  - 弘前バスターミナル - 十腰内線、天長園バス停留所。徒歩20分（1.5km）
  - 弘前バスターミナル - 鰺ヶ沢線、建石バス停留所。徒歩15分（1.0km）

### 通学状況
- 多くの児童生徒は保護者の送迎または送迎サービスを利用している。ほかに、森田学園（障害児入所施設）等からの通学がある。